# Karol Mondral
Karol Mondral (ur. 26 stycznia 1880 w Warszawie zm. 16 grudnia 1957 w Poznaniu) – polski malarz i grafik.

## Życiorys
Syn Jana Mondrala i Marii z Paczuskich. Od 1894 przez sześć lat uczył się w Klasie Rysunkowej pod kierunkiem Wojciecha Gersona, Jana Kauzika i Adama Badowskiego. W 1902 wyjechał do Krakowa, gdzie kontynuował naukę w Akademii Sztuk Pięknych w pracowni Leona Wyczółkowskiego. W 1909 udał się do Paryża, gdzie studiował technikę akwaforty. W tym czasie odbył wiele podróży po Francji i Szwajcarii, gdzie szukał tematów do swoich prac. Równocześnie intensywnie tworzył, jego prace uczestniczyły w wystawach salonów paryskich. W Paryżu Karol Mondral miał dwie wystawy indywidualne, w 1919 w Société Nationale i w 1921 w L’Association France-Pologne. W 1922 powrócił do Polski i zamieszkał w Bydgoszczy, gdzie został kierownikiem Działu Graficznego w Państwowej Szkole Przemysłu Artystycznego, był organizatorem szkoły zawodowej dla drukarzy-poligrafów. W 1931 przeniósł się z rodziną do Poznania, gdzie objął stanowisko profesora Wydziału Grafiki w Państwowej Szkole Sztuk Zdobniczych. Do wybuchu II wojny światowej kierował pracownią litografii i technik suchorytniczych. Należał do Związku Polskich Artystów Plastyków i grupy artystycznej Plastyka, w 1923 i 1930 miał wystawy indywidualne w Warszawie, a w 1928 i 1947 w Poznaniu. Podczas II wojny światowej mieszkał w Warszawie, w 1945 wrócił do Poznania i został wykładowca nauk graficznych w Państwowej Wyższej Szkole Sztuk Plastycznych, w 1950 przeszedł na emeryturę.
Pochowany na Cmentarzu w Pyrach w Warszawie.

### Życie prywatne
Z zawartego w 1907 małżeństwa z Romaną Pogorzelską miał córkę Camillę Mondral (1911-2002), literatkę, wybitną tłumaczkę z języka węgierskiego.

## Twórczość
Uprawiał techniki w metalu stosując akwafortę, akwatintę, suchą igłę i miękki werniks; rzadziej stosował litografię i drzeworyt, mieszkając w Paryżu zajmował się drzeworytem barwnym. Tworzył impresjonistyczne krajobrazy, sceny figuralne i portrety. Regularne wystawiał swoje prace w warszawskim Towarzystwie Zachęty Sztuk Pięknych, Polskim Towarzystwie Artystycznym i Instytucie Propagandy Sztuki, ponadto wystawiał we Lwowie, w Poznaniu, Zamościu, Bydgoszczy, Łodzi, Toruniu, Krakowie i Wilnie. Ryciny Karola Mondrala zdobiły kabiny klasy turystycznej transatlantyku „Piłsudski”, którego wnętrza w 1934 dekorował zespół polskich artystów. W 1959 w Poznaniu odbyła się pośmiertna wystawa prezentująca przekrój twórczości artysty, przedstawiono 157 grafik z lat 1910–1938, 14 obrazów olejnych z lat 1913–1953.

## Członkostwo
- Związek Polskich Artystów Grafików,
- grupa artystów wielkopolskich „Plastyka”,
- Związek Plastyków Pomorskich w Bydgoszczy,
- Towarzystwo Zachęty Sztuk Pięknych,
- Związek Polskich Artystów Plastyków.